# Île Catalina
L'île Catalina (Isla Catalina) est une île tropicale de la mer des Caraïbes, située au sud-est de la République dominicaine dans la province de La Romana. 